# 금동보살입상 (보물 제285호)
금동보살입상(金銅菩薩立像)은 서울특별시 용산구 국립중앙박물관에 있는 삼국시대의 불상이다. 경상남도 거창군에서 출토되었다고 전해지며, 1963년 1월 21일 대한민국의 보물 제285호로 지정되었다.

## 개요
금동보살입상(金銅菩薩立像)은 청동 불상 표면에 도금한 불상으로 간송 전형필이 구입하여 유족이 소유한 채로 간송미술관에 전시되었으나, 2020년 경매에 부쳐져 유찰된 뒤 정부에서 매입해 국유 유물이 된 후 국립중앙박물관에서 현재 소장 중이다.
머리에는 인동무늬 비슷한 장식이 새겨진 보관(寶冠)을 쓰고 있으며 얼굴은 긴 편이다. 얼굴의 표현은 매우 특징이 있는데, 가늘게 찢어진 눈과 앞으로 내민 입술, 툭 튀어나온 광대뼈가 어울려 토속적 인상을 강하게 풍기고 있다. 삼도(三道)가 없는 긴 목, 원통형의 몸은 삼국시대 불상의 특징을 반영하고 있다. 옷자락은 양쪽에 대칭으로 뻗쳐서 새의 날개깃처럼 표현하였는데 매우 인위적이고 도식적이어서 사실감이 없다. 양 어깨에 걸쳐서 내려오는 큼직한 구슬장식은 허리 밑에서 X자 모양으로 교차되는데, 너무 밑으로 쳐진 느낌이다. 도금이 많이 벗겨져 있는 대좌(臺座)는 원형으로 단층이며, 끝이 비교적 날카로운 8잎의 연꽃무늬가 조각되어 있다. 
경상남도 거창군에서 출토되었다고만 전해질 뿐 확실한 유래는 알 수 없다. 양쪽으로 뻗쳐진 옷주름 표현, 구슬장식, 두 손으로 구슬을 잡고 있는 모습 등에서 6세기 말이나 7세기 초의 특징을 보인다. 

## 같이 보기
- 간송미술관
- 금동여래입상 (보물 제284호)

## 참고 자료
- 금동보살입상 - 국가유산청 국가유산포털